# Friedrich Prem
Friedrich Prem (* 23. Juli 1968 in Wien) ist ein österreichischer Manager, Experte für Baumanagement und Fachautor.

## Ausbildung und Karriere
Prem besuchte die Höhere Technische Bundeslehr- und Versuchsanstalt Wien III (Fach Hochbau). Von 1991 bis 1994 leitete er das Technische Zeichenbüro einer Wiener Magistratsabteilung und war ab 1994 als Amtssachverständiger für Bauwesen ebenfalls für den Magistrat tätig. 1998 wurde ihm durch das Bundesministerium für wirtschaftliche Angelegenheiten die Standesbezeichnung „Ingenieur“ zuerkannt.
Von 2000 bis 2006 war Prem Leiter der Baurevision des Wiener Krankenanstaltenverbunds (KAV) und war insbesondere für die Prüfung von Großbauprojekten zuständig. Seit 2006 leitet er den Bereich Technik des KAV, wobei 2010 sein Zuständigkeitsbereich um das Facilitymanagement erweitert wurde. Im Rahmen dieser Tätigkeit ist er unter anderem für die Neuerrichtung mehrerer Schwerpunktkrankenanstalten, für die Durchführung der technischen Betriebsführung der Krankenanstalten sowie für das Liegenschaftsmanagement verantwortlich.

## Tätigkeiten
Seit dem Jahr 1999 ist Prem auch in der Privatwirtschaft tätig. Zunächst als Prüfer von Großbauprojekten im In- und Ausland, heute berät er mit seiner Firma PRECON Consulting & Engineering GmbH öffentliche Einrichtungen und Unternehmen bei der Entwicklung und der Etablierung von Strategien, Strukturen und Organisationen im Bau- und Immobilienbereich sowie bei der Durchführung von Großbauprojekten. Außerdem hält er Vorträge bei Kongressen, Messen und Schulungen.
Prem ist Mitglied mehrerer Expertengremien und erstellt seit dem Jahr 2000 als allgemein beeideter und gerichtlich zertifizierter Sachverständiger Gerichts- und Privatgutachten. Weiters wirkte er als Mitarbeiter des Österreichischen Normungsinstituts (Austrian Standards Institute) bei der Erstellung von Fachnormen mit und hat zu diesem Thema publiziert.

### Friedrich Prem – Bauherrenmanagement
Prem entwickelte ein originäres Managementsystem und begründete damit den Ansatz „Bauherrenmanagement“, der ein ganzheitliches System zur Vorbereitung und Durchführung von komplexen Großbauprojekten beschreibt. Hierzu veröffentlichte er sein Buch Starke Bauherren – Komplexe Bauprojekte effizient und erfolgreich managen. Im Mittelpunkt von Prems System stehen der Bauherr und dessen Interessen. Von zentraler Bedeutung ist weiters die strikte Trennung zwischen der Sphäre der Besteller (u. a. der Bauherr) und jener der Errichter (alle am Bauvorhaben unmittelbar Beteiligten). Daneben basiert das Managementsystem auch auf einer Reihe neuer Leistungsbilder und Rollen (Bauherrenmanagement, Bauprojektmanagement, Bauherrenvertreter etc.). Seine Funktionsfähigkeit wurde anhand zahlreicher Großbauprojekte nachgewiesen.

### World Construction Client Council
Im Jahr 2014 gründete Prem die gemeinnützige Stiftung World Construction Client Council mit Sitz in Berlin. Diese hat zum Ziel die Rolle des Bauherren zu stärken und ethische sowie organisatorische Standards für Bauherren zu formulieren und entsprechend zu vermitteln. Durch die Aktivitäten dieser Stiftung soll ein wesentlicher Beitrag dazu geleistet werden, dass Bauherren ihre Rolle bei zukünftigen Bauprojekten richtig wahrnehmen und Bauprojekte im Allgemeinen besser vorbereitet und durchgeführt werden können.

## Publikationen (Auswahl)
- Starke Bauherren – Komplexe Bauprojekte effizient und erfolgreich managen. Frankfurt am Main: Sachbuchverlag Frankfurter Allgemeine Buch, 2012, ISBN 978-3-89981-291-6.
- Powerful Construction Clients – Managing Complex Construction Projects Efficiently and Successfully. Frankfurt am Main: Sachbuchverlag Frankfurter Allgemeine Buch, 2013, ISBN 978-3-89981-292-3.
- A new management system. Introducing a new management system to implement complex large-scale projects with examples from the health care sector. Vienna 2014, ISBN 978-3-200-03756-4.
- World Construction Client Council – Berlin 2015. Die Rolle des Bauherrn im 21. Jahrhundert. Berlin 2018, ISBN 978-3-00-059242-3
- World Construction Client Council – Hamburg 2017. Neue Chancen für Bauherren. Berlin 2018, ISBN 978-3-00-059243-0